# 扎多羅日涅 (波格列比謝區)
49°35′27″N 29°27′17″E / 49.59083°N 29.45472°E
扎多羅日涅（烏克蘭語：Задорожнє），是烏克蘭的村落，位於該國西南部文尼察州，由文尼察區負責管轄，面積0.89平方公里，2001年人口88，人口密度每平方公里98.88人。